# Groupe Garbuna
Le groupe Garbuna, en anglais Garbuna Group, est un volcan de Papouasie-Nouvelle-Guinée situé sur l'île de Nouvelle-Bretagne, au début de la péninsule Willaumez. Il se compose d'un volcan bouclier sur lequel s'élèvent trois cônes volcaniques : le Garbuna, le Krummel et le Welcker, le point culminant avec 1 105 mètres d'altitude.